# The Great Society
The Great Society (też The Great! Society) – amerykańska zespół psychodelicznego rocka pochodzący z Haight-Ashbury. Pierwszy zespół Grace Slick, późniejszej wokalistki Jefferson Airplane.
Zespół został założony w 1965 z inicjatywy małżeństwa Slick. Inspiracją do założenia grupy była popularność The Beatles oraz występy zespołu Jefferson Airplane. Pierwszy występ miał miejsce 15 października 1965 roku w Caffe Gallery w San Francisco.
Nazwa The Great Society (tłum. wielkie/wspaniałe społeczeństwo) była sarkastycznym nawiązaniem do nazwy programu reform społecznych rozpoczętego w latach 60. przez ówczesnego prezydenta USA Lyndona B. Johnsona.

## Historia zespołu
Zespół zadebiutował repertuarem wzorowanym na The Beatles i The Byrds. W pierwszym składzie znaleźli się: Grace Slick (wokal, gitara, organy, bas), Jerry Slick (perkusja), Darby Slick (wokal, gitara), Bard Dupont (bas), David Miner (wokal, gitara) i Jennie Piersol (wokal), która jednak opuściła zespół po kilku miesiącach działalności. Początkowo zespół wykonywał folk rock oraz bluesowe standardy (m.in „Downhome Blues”. „Black Crow Blues”). Z czasem dodał własny repertuar (m.in. „When I Get to the Ocean” wzorowana na dokonaniach zespołu The Beach Boys oraz „You Can`t Cry”). Utwór „Father Bruce”, będący hołdem dla lewicowego komika Lenny Bruce’a, wspomniany w pierwszej wzmiance o zespole w lokalnej prasie w 1965 roku. Koncerty w klubie The Matrix oraz na scenie  Fillmore Auditorium ugruntowały renomę grupy wśród lokalnej młodzieży. Uwagę publiczności zwracała zwłaszcza Grace Slick utalentowana wokalistka, grająca również na gitarze, organach i rekorderze. W grudniu 1965 roku zespół pod okiem Sylvestra Stewarda (znanego później jako „Sly” Stone) zarejestrował próbny materiał dla Autumn Records, a w lutym 1966 roku wydał jedyny oficjalny singiel z utworami „Free Advice” oraz „Somebody to Love”. Słaba dystrybucja singla, obejmująca jedynie lokalne stacje radiowe była pretekstem do zaniechania dalszej promocji zespołu. Nagrania z sesji dla Autumn Records zostały po latach opublikowane na płycie „Born to Be Burn” wydanej przez Sundazed Records. Płyta zawierała przeważnie muzykę typową dla połowy lat 60., ukazała jednak talent i młodzieńczą charyzmę Grace Slick („Somebody to Love”. „Heads Up”) oraz orientalne i folkowe zainteresowania grupy („Free Advice”. „Daydream – Nightmare – Love”).
W połowie 1966 roku grającego na basie Brada Duponta zastąpił grający również na saksofonie i organach Peter Van Gelder. Wprowadził on do zespołu zainteresowanie nowoczesnym jazzem i muzyką wschodu. Koncerty uświetniały awangardowe brzmienia fletu („Nature Boy”), recordera („Daydream Nightmare”), saksofonu („I Talk To Your Father”)oraz rythm‘n’bluesowe stylizacje („What You’re Looking For”. „Bulfrog Blues”. „Downhome Girl”). Mocnymi punktami koncertów grupy była hipnotyczna, psychodeliczna wersja „Sally Go Round the Roses” ozdobiona orientalnym śpiewem Grace Slick i ciekawą barwą organów Hammonda oraz inspirowany twórczością Milesa Davisa „White Rabbit” z długim improwizowanym wstępem (niekiedy z ponad dziesięciominutową solówką Van Geldera na saksofonie) i narkotycznym tekstem Grace Slick nawiązującym do „Alicji w Krainie Czarów” L. Carolla.
Zespół podpisał kontrakt na nagrania z Columbia Records, jednak kilka tygodni później został rozwiązany z powodu odejścia Grace Slick do zespołu Jefferson Airplane w październiku 1966 roku. Van Gelder i Darby Slicka udali się do Indii w celu studiowania muzyki wschodu.
Pozostawiając po sobie skromny dorobek artystyczny, istniejąca zaledwie rok grupa popadła w zapomnienie. Wydane po latach wznowienia dwóch płyt koncertowych oraz studyjnych nagrań dla Autumn zyskały jednak aprobatę słuchaczy sceny alternatywnej.

### Grace Slick
Zespół ukazał niezwykły styl śpiewu Grace Slick. Jej czysty, niezwykle melodyjny głos zwracał uwagę słuchaczy psychodelicznym przeciąganiem frazy, orientalno – folkowymi ozdobnikami oraz niezwykle intensywną emocjonalnością wyrazu. Folkowo - rockowa  i jazzowa estetyka mieszały się z frazami śpiewanymi niemal przez zaciśnięte zęby. Grace Slick zainspirowała całe rzesze współczesnych wokalistek m.in. Debbie Harry i Chrissie Hynde. Echa jej wpływu znajdziemy również w twórczości Dolores O’Riordan (The Cranberries). W Polsce była inspiracją np. dla Kory.

### Jefferson Airplane
Utwory z repertuaru Great Society „White Rabit” oraz „Someone to Love” (przemianowany na „Somebody to Love”) stały się wielkimi przebojami w wykonaniu Jefferson Airplane, kiedy znalazły się one na legendarnej płycie „Surrealistic Pillow” (1967) nagranej już z udziałem Grace Slick. Obydwie piosenki w nowej aranżacji zyskały miano jednych z najważniejszych hymnów hippisowskich lat 60. Na fali popularności Grace Slick i Jefferson Airplane Columbia Records wydała dwie archiwalne płyty zawierające fragmenty występu The Great Society w klubie The Matrix 1966 roku („Conspicious Only in It’s Absence” oraz „How It Was” obie wydane w 1968).

## Dyskografia
Albumy
- 1968: Conspicious Only In It’s Absence (LP Columbia)
- 1968: How It Was (LP Columbia)
- 1971: Collector’s Item (LP Columbia) – zawiera nagrania z dwóch płyt koncertowych
- 1989: Live at The Matrix (CD Edsel/Demon) – zawiera nagrania z dwóh płyt koncertowych
- 1995: Born to Be Burned (CD Sundazed)
- 2008: Collector`s Item (CD Sbme Special Mkts)

Single
- 1966: „Free Advice” / „Somebody to Love” (Northbeach)
- 1968: „Sally Go Round the Roses” / „Didn’t Think So” (CBS)